# صعود (ترانه)
صعود (به انگلیسی: The Climb) آهنگ ِموسیقیدان و خواننده مشهور آمریکایی، مایلی سایرس می‌باشد. این آهنگ برای فیلم " هانا مونتانا:فیلم" ساخته شده‌است. نویسندگان این آهنگ جسی الکساندر و جون میب می‌باشند. متن این آهنگ داستانی است که زندگی را به عنوان یک سفر دشوار ولی دارای لذت و پاداش معرفی کرده‌است. این آهنگ او را به یک الگوی کانتری پاپ تبدیل کرد، و این آهنگ اولین آهنگ مایلی است که در رادیو پخش شده‌است. این آهنگ توسط گیتار، پیانو و ویولن ساخته شده‌است.